# Brommaplan (metropolitana di Stoccolma)
Brommaplan è una stazione della metropolitana di Stoccolma.
Si trova nel quartiere di Riksby, a sua volta situato all'interno della circoscrizione di Bromma, mentre sul tracciato della linea verde della rete metroviaria locale è compresa tra le fermate Abrahamsberg ed Åkeshov.
Venne inaugurata il 26 ottobre 1952 così come tutte le altre fermate incluse nel tratto che va da Hötorget fino a Vällingby. Tuttavia in precedenza, dall'anno 1944, era qui in funzione la ferrovia leggera Ängbybanan. Dal 1968 in poi, nei pressi della stessa fermata della metropolitana, è presente un terminal di autobus diretti verso Ekerö e Drottningholm.
La piattaforma è situata in superficie, su di un cavalcavia posto proprio nei pressi dell'omonima piazza Brommaplan. La progettazione della stazione venne affidata all'architetto Peter Celsing, mentre l'artista Peter Svedberg ha apportato contributi artistici decorativi nel 1996.
Il suo utilizzo medio quotidiano durante un normale giorno feriale è pari a 13.600 persone circa.

## Tempi di percorrenza
| Linea | Capolinea       | Tempo  | Stazione                             | Tempo                      |
| T17   | Åkeshov         | 2 min  | Alvik T-Centralen Gamla stan Slussen | 6 min 19 min 21 min 22 min |
| T17   | Skarpnäck       | 39 min | Alvik T-Centralen Gamla stan Slussen | 6 min 19 min 21 min 22 min |
| T19   | Hässelby strand | 14 min | Alvik T-Centralen Gamla stan Slussen | 6 min 19 min 21 min 22 min |
| T19   | Hagsätra        | 43 min | Alvik T-Centralen Gamla stan Slussen | 6 min 19 min 21 min 22 min |